# Ермак (ледокол, 1974)
«Ермак» — советский, российский дизельный ледокол, головное судно серии из трёх ледоколов. Назван в честь русского исследователя Сибири — Ермака Тимофеевича, унаследовал название от легендарного ледокола «Ермак» 1898 года.

## Общие сведения
«Ермак» построен в 1974 году на судоверфи «Вяртсиля» (г. Хельсинки, Финляндия) по заказу В/О «Судоимпорт». В течение следующих двух лет за «Ермаком» последовали однотипные «Адмирал Макаров» (1975) и «Красин» (1976).
Характеристики дизельных ледоколов типа «Ермак» примерно соответствуют первому атомному ледоколу «Ленин». На ледоколах 9 дизелей по 4 600 л. с. суммарной мощностью в 36 000 л. с., или 27 МВт, приводящих в движение 3 вала. Длина корпуса — 135 м, ширина — 26 м, осадка — 11 м, водоизмещение 20 241 т, скорость хода на чистой воде — 19,5 узлов. «Ермак» является первым в мире ледоколом, на котором была установлена система пневмоомыва.
Ледокол активно использовался не только для проводки судов по Северному Морскому пути, но и в рамках проведения научных исследований.
В частности, ледокол «Ермак» обеспечивал высадку дрейфующей полярной станции СП-30, а также забирал оборудование с СП-31.
До 2000 года ледокол «Ермак» был приписан к порту Владивосток. 9 августа 2000 года состоялась официальная передача ледокола, находящегося в собственности ОАО «Дальневосточное морское пароходство», на баланс Главного управления администрации Морского порта Санкт-Петербург.
В 2000 году капитаном «Ермака» назначен (и по состоянию на октябрь 2012 года и на 2015 остается) Олег Юрьевич Лобашов.
В 2022 году планируется разобрать судно для ремонта однотипного ледокола «Красин».